# 二次電子
二次電子（にじでんし、secondary electrons）とは、一次電子が固体に衝突した場合に、その表面から放出される電子のこと。
二次電子のエネルギー分布は、電子が衝突する金属の種類にあまり依存せず、一般にマクスウェル分布となる。
一次電子のエネルギーが大きすぎると、固体の奥深くまで一次電子が侵入する。よって二次電子が多く生成したとしても、固体表面まで到達し放出される二次電子の数は少なくなる。
しかし一次電子を固体表面に斜めから照射すると、二次電子は表面近くで生成するため、放出される二次電子も多くなる。
一次電子数と二次電子数の比は、二次電子倍増率と呼ばれる。二次電子倍増率は、金属によって異なるが、固体表面の温度にはあまり依存しない。